# Адаптогени

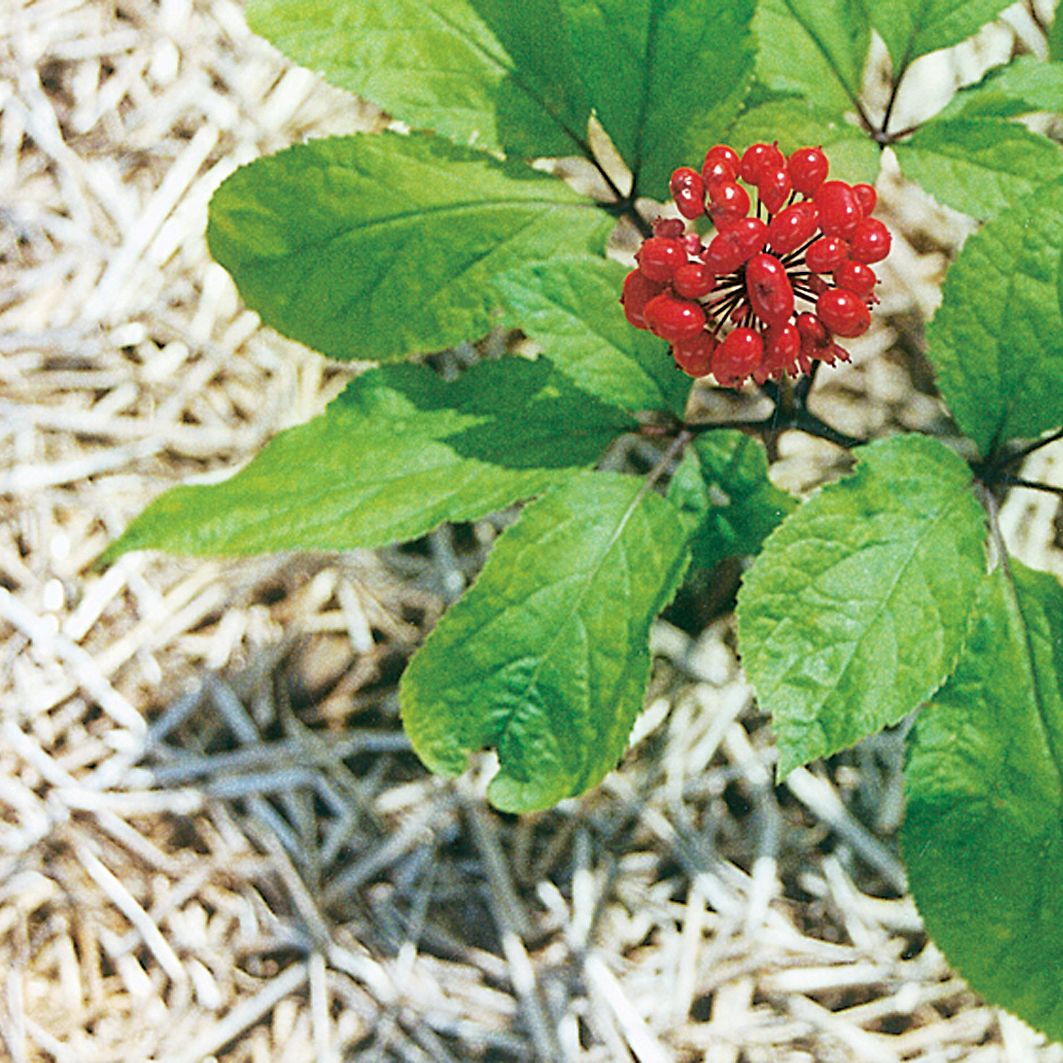
Женьшень

Адаптогени (лат. adaptogena, adaptatio — пристосування, грец. genos — рід) — лікарські засоби та біологічно активні добавки, що полегшують адаптацію (пристосування) організму до різних несприятливих впливів (холоду, спеки, браку кисню, іонізуючого випромінювання, промислового забруднення тощо), підвищують фізичну та розумову працездатність, стресостійкість. Це фармакологічна група рослинних препаратів, які підвищують толерантність до розумового виснаження, підвищують увагу і розумову витривалість у ситуаціях зниження працездатності.
В більшості випадків такі препарати малотоксичні, але, як і всі інші стимулятори, їх слід використовувати з відповідною обережністю.

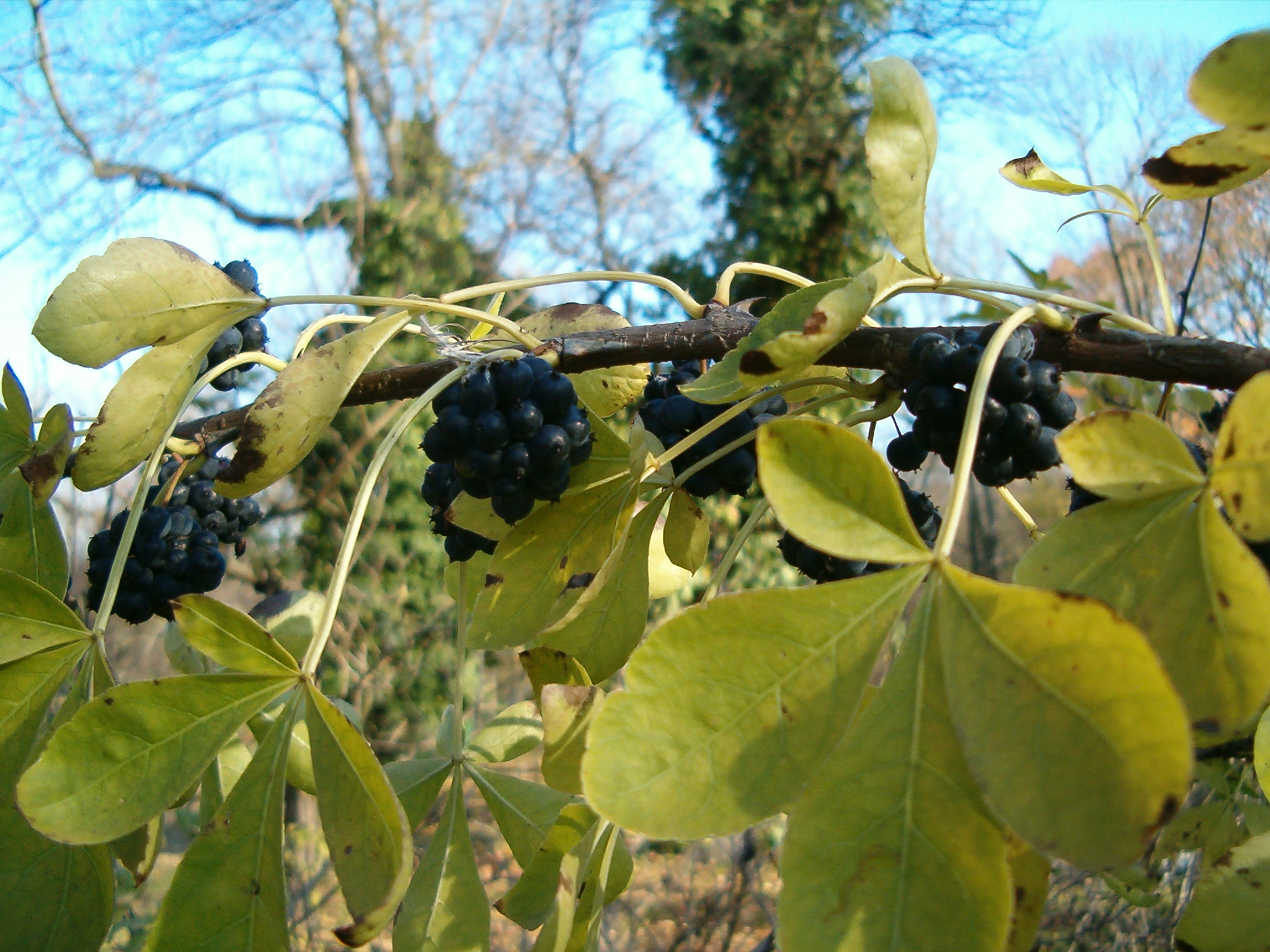
Елеутерокок

## Класифікація препаратів

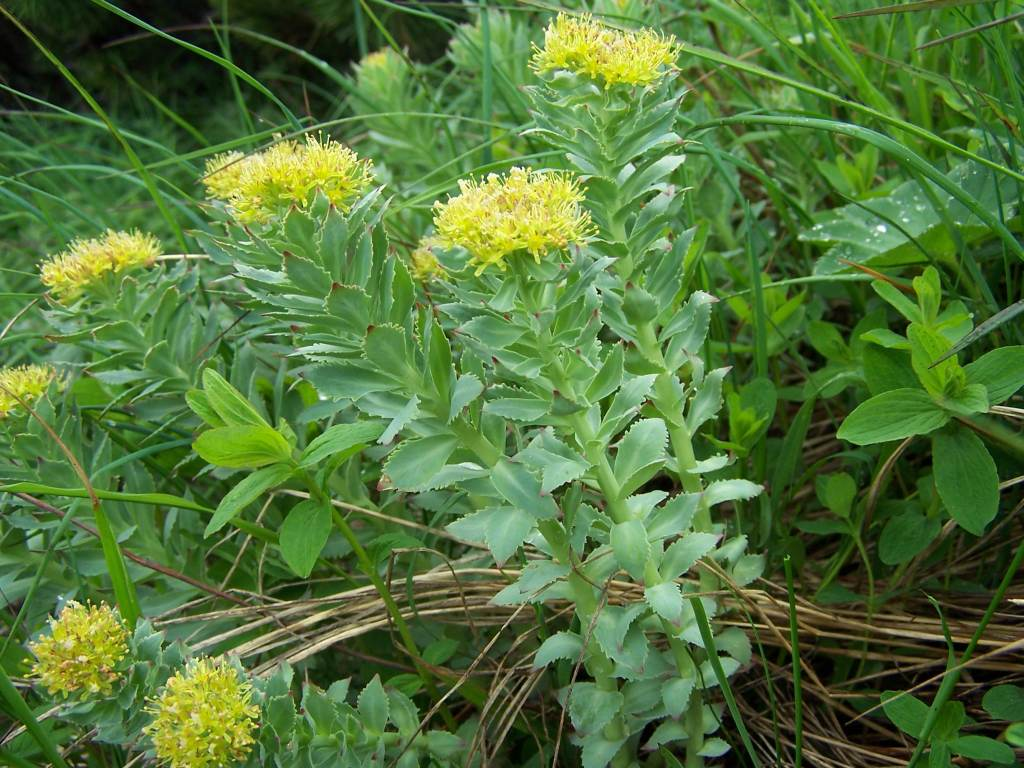
Родіола рожева

Галенові препарати рослинного походження (настойки та рідкі екстракти):
- Лимонника китайського; лимонник китайський і елеутерокок колючий достовірно підвищували витривалість і розумову працездатність у пацієнтів з легкою втомою і слабкістю.[1]
- Елеутерокока[1];
- Женьшеня — збільшує м'язову силу, витривалість і відновлення м'язів.[3]
- Заманихи високої;
- Родіоли рожевої; є переконливі наукові докази екстракту родіоли рожевої SHR-5, який покращує увагу, когнітивні функції та розумову працездатність при втомі та синдромі хронічної втоми.[1]
- Левзеї;
- Ехінацеї;
- Сапаралу (сума амонійних солей тритерпенових глікозидів із коренів аралії високої);
- Ашваганда — нормалізує рівні гормону стресу кортизолу, чим справляє широкий спектр позитивних ефектів на фізичне та психічне здоров'я — покращує психічну рівновагу та стресостійкість, покращує якість сну, покращує когнітивні функції, оптимізує рівні енергії, на 10-15 % підвищує рівень тестостерону (шляхом зменшення кортизолу), та деякі інші ефекти.[4][5][6][7]
- Кордицепс — покращує витривалість і енергійність.[8][9]

Препарати тваринного походження:
- Пантокрин (рідкий спиртовий екстракт із рогів марала і плямистого оленя);
- Препарати із аквабіонтів (розповсюджені в морях, океанах, термінальних водах).

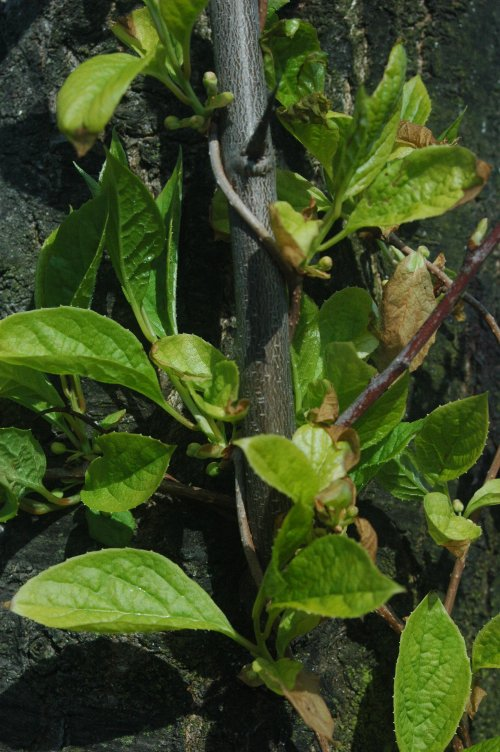
Лимонник китайський

## Фармакологічні ефекти
- М'яка стимулювальна дія, що проявляється підвищенням фізичної та розумової працездатності, послабленням стомлюваності, зниженням симптомів астенії та порушень апетиту.
- Підвищення резистентності організму до впливу пошкоджувальних факторів: високої температури, охолодження, інтоксикації промисловими відходами, впливу іонізуючого опромінення та ін.
- Підвищення специфічного та неспецифічного імунітету.
- Підвищення кровопостачання, дихання, зору та слуху.
- Кардіопротекторна дія.
- Гепатопротекторна дія.

## Показання до застосування
- Фізичне перенапруження, розумова та фізична втома, хронічний стрес.
- Астенічний синдром.
- Стани після інфекційних та соматичних захворювань.
- Вплив іонізуючого опромінення.

## Лікування
Лікування проводиться курсами, які тривають від 1 до 1,5 місяця, після чого робиться перерва на декілька місяців. Препарат, його доза, тривалість курсу лікування та перерви підбираються строго індивідуально.

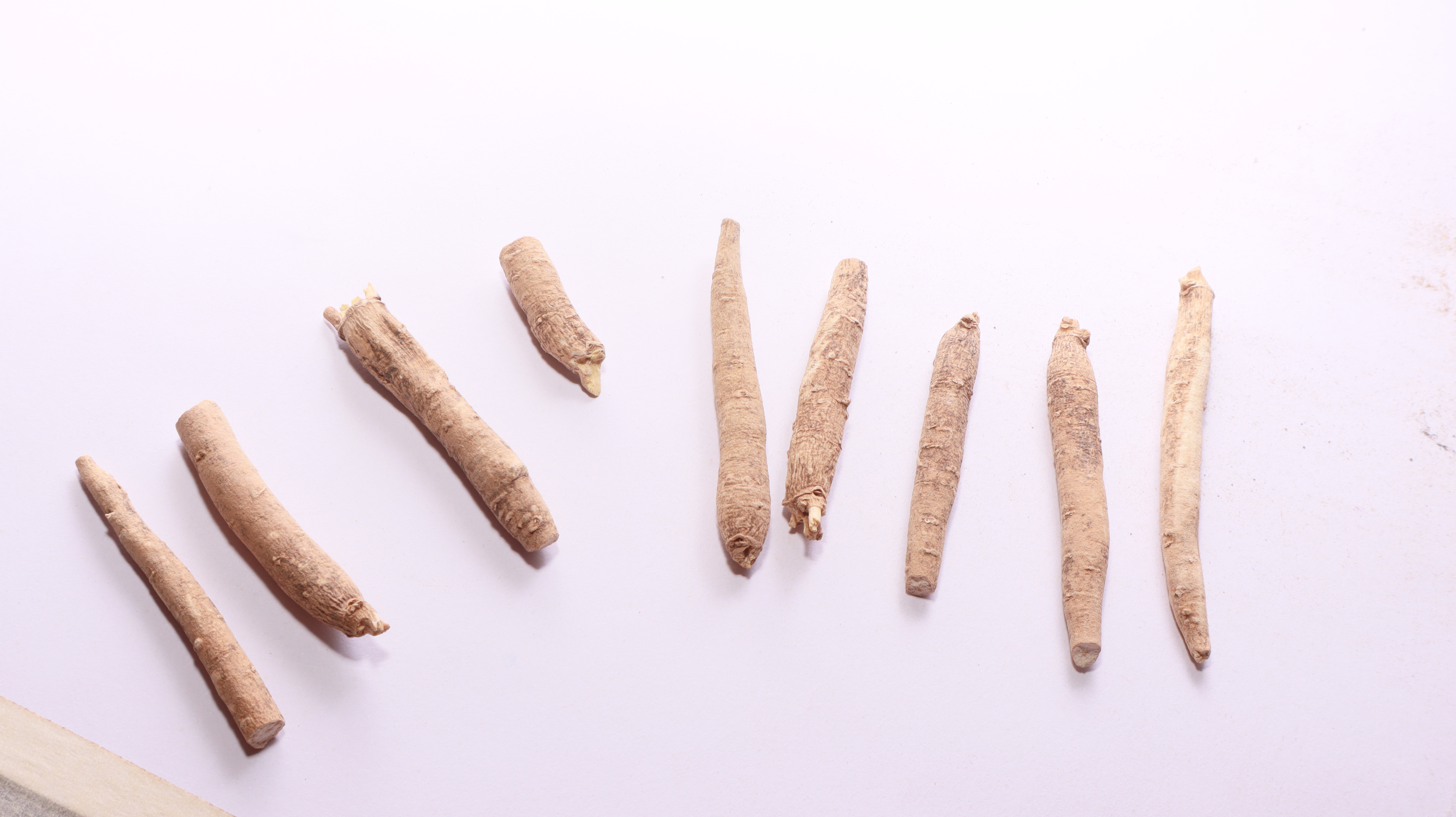
Сушені корені ашваганди

Одноразовий прийом таких препаратів дає легкий психостимулюючий ефект. На початку курсу лікування також майже нічого не помітно, навіть в перший раз через «м'якість дії» можна не помітити психостимулюючого ефекту. Лише під кінець першого тижня починає спостерігатися покращення сну, підвищення працездатності. Зранку легко пробуджуватись, а ввечері легко засинати, сон стає глибоким та спокійним. Думки стають надзвичайно чіткими та ясними. Людина стає зібранішою та організованішою. Після завершення курсу лікування позитивні ефекти поступово зникають протягом 1 — 3-х місяців.

## Побічні ефекти
Приймання адаптогенів може супроводжуватися надмірним збудженням нервової та серцево-судинної систем, артеріальною гіпертензією, гіперглікемією.
Протипоказані адаптогени при артеріальній гіпертензії, підвищеній збудливості, кровотечах, менструаціях, геморагічному діатезі.

## Додаткова література
- Amir, Mohammad; Vohra, Manisha; Raj, Rojin G.; Osoro, Ian; Sharma, Amit (1 червня 2023). Adaptogenic herbs: A natural way to improve athletic performance. Health Sciences Review 7. doi:10.1016/j.hsr.2023.100092.
- Panossian, Alexander; Wikman, Georg. Evidence-Based Efficacy of Adaptogens in Fatigue, and Molecular Mechanisms Related to their Stress-Protective Activity. Current Clinical Pharmacology (англ.). Т. 4, № 3. с. 198—219. doi:10.2174/157488409789375311. Процитовано 9 вересня 2023.